# Anne Smith
Anne Smith, född 1 juli 1959, Dallas Texas, är en amerikansk före detta professionell tennisspelare som vunnit en karriär Grand Slam i dubbel.
Smith vann under sin karriär som professionell tennisspelare 9 Grand Slam-titlar, varav 4 i dubbel och 5 i mixed dubbel. Tillsammans med amerikanskan Kathy Jordan vann hon 1980 dubbeltitlarna i Franska öppna och Wimbledonmästerskapen. Säsongen därpå (1981) vann hon dubbeltitlarna i Australiska öppna och US Open,  vilket innebär att hon är en av de få spelare som vunnit en karriär Grand Slam.
GS-titlarna i mixed dubbel vann Smith tillsammans med Sydafrikanen (senare amerikanen) Kevin Curren (3 titlar, Wimbledon 1982, US Open 1981 och 1982) och Billy Martin (1 titel, Franska öppna 1980) och Dick Stockton (1 titel, Franska öppna 1984).
Anne Smith deltog 1984 i det amerikanska Fed Cup-laget. Hon spelade totalt 4 matcher, alla dubbel tillsammans med Kathy Jordan. Av dessa vann hon 3 matcher. 

## Grand Slam-titlar
- Australiska öppna
  - Dubbel - 1981
- Franska öppna
  - Dubbel - 1980
  - Mixed dubbel - 1980, 1984
- Wimbledonmästerskapen
  - Dubbel - 1980
  - Mixed dubbel - 1982
- US Open
  - Dubbel - 1981
  - Mixed dubbel - 1981, 1982